# لوئیجی پالمبو
لوئیجی پالمبو (انگلیسی: Luigi Palumbo؛ زادهٔ ۳۰ مهٔ ۱۹۹۱) بازیکن فوتبال اهل ایتالیا است.
از باشگاه‌هایی که در آن بازی کرده‌است می‌توان به باشگاه فوتبال گوریتسا، باشگاه فوتبال چزنا، و باشگاه فوتبال پارما اشاره کرد.